# Bremer Island
Bremer Island är en ö i Australien. Den ligger i kommunen East Arnhem och territoriet Northern Territory, omkring 650 kilometer öster om territoriets huvudstad Darwin. Arean är 16,1 kvadratkilometer. Den sträcker sig 7,6 kilometer i nord-sydlig riktning, och 3,5 kilometer i öst-västlig riktning.
Savannklimat råder i trakten. Genomsnittlig årsnederbörd är 1 218 millimeter. Den regnigaste månaden är mars, med i genomsnitt 315 mm nederbörd, och den torraste är september, med 3 mm nederbörd.